# Saison 1964-1965 des Celtics de Boston
La saison 1964-1965 des Celtics de Boston est la 19e saison de basket-ball de la franchise américaine de la National Basketball Association (généralement désignée par le sigle NBA).
Les Celtics jouent toutes leurs rencontres à domicile au Boston Garden. Entraînée par Red Auerbach, l'équipe réussit à terminer en tête de la saison régulière de la Division Est.
Les Celtics gagnent leur 8e titre NBA (et le 7e consécutif) en battant en finale les Lakers de Los Angeles quatre victoires à une.

## Draft
| Tour | Choix | Joueur        | Poste | Nationalité | Provenance   |
| ---- | ----- | ------------- | ----- | ----------- | ------------ |
| 1    | 7     | Mel Counts    | F/C   | États-Unis  | Oregon State |
| 2    | 16    | Ron Bonham    | F     | États-Unis  | Cincinnati   |
| 3    | 25    | John Thompson | F     | États-Unis  | Providence   |
| 4    | 34    | Joe Strawder  | C     | États-Unis  | Bradley      |

## Classement de la saison régulière
| Division Est          | V  | D  | PCT  | GB |
| --------------------- | -- | -- | ---- | -- |
| Celtics de Boston     | 62 | 18 | 77.5 | -  |
| Royals de Cincinnati  | 48 | 32 | 60.0 | 14 |
| 76ers de Philadelphie | 40 | 40 | 50.0 | 22 |
| Knicks de New York    | 31 | 49 | 38.8 | 31 |

## Effectif
| Effectif des Celtics de Boston 1964-1965 |
| --- |
| 4 Gerry Ward • 6 Bill Russell • 11 Mel Counts • 12 Willie Naulls • 15 Tom Heinsohn • 16 Tom Sanders • 17 John Havlicek • 18 John Thompson • 20 Larry Siegfried • 21 Ron Bonham • 24 Sam Jones • 25 K.C. Jones • 34 Bevo NordmannEntraîneur : Red Auerbach |

## Campagne de playoffs

### Demi-finale de Division
Les Celtics sont exemptés de ce tour.

### Finale de Division
(1) Celtics de Boston vs. (3) 76ers de Philadelphie : Boston remporte la série 4-3
- Game 1 @ Boston : Boston 108, Philadelphie 98
- Game 2 @ Philadelphie : Philadelphie 109, Boston 103
- Game 3 @ Boston : Boston 112, Philadelphie 94
- Game 4 @ Philadelphie : Philadelphie 134, Boston 131 (OT)
- Game 5 @ Boston : Boston 114, Philadelphie 108
- Game 6 @ Philadelphie : Philadelphie 112, Boston 106
- Game 7 @ Boston : Boston 110, Philadelphie 109

### Finales NBA

#### Tableau
|                       | Match 1 | Match 2 | Match 3 | Match 4 | Match 5 | Score final |
| Celtics de Boston     | 142     | 129     | 105     | 112     | 129     | 4           |
| Lakers de Los Angeles | 110     | 123     | 126     | 99      | 96      | 1           |

Les scores en couleur représentent l'équipe à domicile. Le score du match en gras est le vainqueur du match.

#### Match 1
| 18 avril 1965 | Rapport | Lakers de Los Angeles 110, Celtics de Boston 142   | Lakers de Los Angeles 110, Celtics de Boston 142 | Lakers de Los Angeles 110, Celtics de Boston 142 |  | Boston Garden, Boston Affluence : 10 180 |
| 18 avril 1965 | Rapport | Score par quart-temps : 23-32, 26-32, 34-39, 27-39 |                                                  |                                                  |  | Boston Garden, Boston Affluence : 10 180 |
| 18 avril 1965 | Rapport | Jerry West 26                                      | Points                                           | Sam Jones 25                                     |  | Boston Garden, Boston Affluence : 10 180 |
| 18 avril 1965 | Rapport | Boston mène la série 1 à 0                         |                                                  |                                                  |  | Boston Garden, Boston Affluence : 10 180 |

#### Match 2
| 19 avril 1965 | Rapport | Lakers de Los Angeles 123, Celtics de Boston 129   | Lakers de Los Angeles 123, Celtics de Boston 129 | Lakers de Los Angeles 123, Celtics de Boston 129 |  | Boston Garden, Boston Affluence : 13 909 |
| 19 avril 1965 | Rapport | Score par quart-temps : 29-35, 31-27, 29-39, 34-28 |                                                  |                                                  |  | Boston Garden, Boston Affluence : 13 909 |
| 19 avril 1965 | Rapport | Jerry West 45                                      | Points                                           | Bill Russell 26                                  |  | Boston Garden, Boston Affluence : 13 909 |
| 19 avril 1965 | Rapport | Boston mène la série 2 à 0                         |                                                  |                                                  |  | Boston Garden, Boston Affluence : 13 909 |

#### Match 3
| 21 avril 1965 | Rapport | Celtics de Boston 105, Lakers de Los Angeles 126   | Celtics de Boston 105, Lakers de Los Angeles 126 | Celtics de Boston 105, Lakers de Los Angeles 126 |  | Los Angeles Memorial Sports Arena, Los Angeles Affluence : 14 243 |
| 21 avril 1965 | Rapport | Score par quart-temps : 17-35, 31-33, 26-24, 31-34 |                                                  |                                                  |  | Los Angeles Memorial Sports Arena, Los Angeles Affluence : 14 243 |
| 21 avril 1965 | Rapport | Sam Jones 35                                       | Points                                           | Jerry West 43                                    |  | Los Angeles Memorial Sports Arena, Los Angeles Affluence : 14 243 |
| 21 avril 1965 | Rapport | Boston mène la série 2 à 1                         |                                                  |                                                  |  | Los Angeles Memorial Sports Arena, Los Angeles Affluence : 14 243 |

#### Match 4
| 23 avril 1965 | Rapport | Celtics de Boston 112, Lakers de Los Angeles 99    | Celtics de Boston 112, Lakers de Los Angeles 99 | Celtics de Boston 112, Lakers de Los Angeles 99 |  | Los Angeles Memorial Sports Arena, Los Angeles Affluence : 15 217 |
| 23 avril 1965 | Rapport | Score par quart-temps : 32-24, 23-37, 33-21, 24-17 |                                                 |                                                 |  | Los Angeles Memorial Sports Arena, Los Angeles Affluence : 15 217 |
| 23 avril 1965 | Rapport | Sam Jones 37                                       | Points                                          | LeRoy Ellis 24                                  |  | Los Angeles Memorial Sports Arena, Los Angeles Affluence : 15 217 |
| 23 avril 1965 | Rapport | Boston mène la série 3 à 1                         |                                                 |                                                 |  | Los Angeles Memorial Sports Arena, Los Angeles Affluence : 15 217 |

#### Match 5
| 25 avril 1964 | Rapport | Lakers de Los Angeles 96, Celtics de Boston 129          | Lakers de Los Angeles 96, Celtics de Boston 129 | Lakers de Los Angeles 96, Celtics de Boston 129 |  | Boston Garden, Boston Affluence : 13 909 |
| 25 avril 1964 | Rapport | Score par quart-temps : 26-33, 22-24, 23-30, 25-42       |                                                 |                                                 |  | Boston Garden, Boston Affluence : 13 909 |
| 25 avril 1964 | Rapport | Jerry West 33                                            | Points                                          | Sam Jones, Bill Russell 22                      |  | Boston Garden, Boston Affluence : 13 909 |
| 25 avril 1964 | Rapport | Boston gagne la série 4 à 1 et devient champion NBA 1965 |                                                 |                                                 |  | Boston Garden, Boston Affluence : 13 909 |

## Statistiques

### Saison régulière
| Joueur          | Matchs | Min./m. | % Tir | % LF  | Rbds/m. | Pass/m. | Pts/m. |
| --------------- | ------ | ------- | ----- | ----- | ------- | ------- | ------ |
| Ron Bonham      | 37     | 10.0    | .414  | .821  | 2.1     | 0.5     | 7.4    |
| Mel Counts      | 54     | 10.6    | .368  | .784  | 4.9     | 0.4     | 4.8    |
| John Havlicek   | 75     | 28.9    | .401  | .744  | 4.9     | 2.7     | 18.3   |
| Tom Heinsohn    | 67     | 25.5    | .383  | .795  | 6.0     | 2.3     | 13.6   |
| K.C. Jones      | 78     | 31.2    | .396  | .630  | 4.1     | 5.6     | 8.3    |
| Sam Jones       | 80     | 36.1    | .452  | .820  | 5.1     | 2.8     | 25.9   |
| Willie Naulls   | 71     | 20.6    | .384  | .813  | 4.7     | 1.0     | 10.5   |
| Bevo Nordmann   | 3      | 8.3     | .600  |       | 2.7     | 1.0     | 2.0    |
| Bill Russell    | 78     | 44.4    | .438  | .573  | 24.1    | 5.3     | 14.1   |
| Tom Sanders     | 80     | 30.7    | .429  | .745  | 8.3     | 1.2     | 11.8   |
| Larry Siegfried | 72     | 13.8    | .415  | .779  | 1.9     | 1.7     | 6.3    |
| John Thompson   | 64     | 10.9    | .402  | .590  | 3.6     | 0.3     | 3.6    |
| Gerry Ward      | 3      | 10.0    | .111  | 1.000 | 1.7     | 2.0     | 1.7    |

### Playoffs
| Joueur          | Matchs | Min./m. | % Tir | % LF  | Rbds/m. | Pass/m. | Pts/m. |
| --------------- | ------ | ------- | ----- | ----- | ------- | ------- | ------ |
| Ron Bonham      | 4      | 3.3     | .417  | .800  | 0.3     | 0.0     | 3.5    |
| Mel Counts      | 4      | 7.5     | .267  | 1.000 | 2.8     | 0.3     | 2.3    |
| John Havlicek   | 12     | 33.8    | .352  | .836  | 7.3     | 2.4     | 18.5   |
| Tom Heinsohn    | 12     | 23.0    | .365  | .625  | 7.0     | 1.9     | 12.7   |
| K.C. Jones      | 12     | 33.0    | .413  | .778  | 3.3     | 6.2     | 10.1   |
| Sam Jones       | 12     | 41.3    | .459  | .869  | 4.6     | 2.5     | 28.6   |
| Willie Naulls   | 12     | 15.0    | .411  | .667  | 4.3     | 0.8     | 7.3    |
| Bill Russell    | 12     | 46.8    | .527  | .526  | 25.2    | 6.3     | 16.5   |
| Tom Sanders     | 12     | 30.4    | .421  | .721  | 8.5     | 1.6     | 13.3   |
| Larry Siegfried | 12     | 13.6    | .380  | .857  | 2.1     | 1.8     | 7.0    |
| John Thompson   | 3      | 7.0     | .286  | 1.000 | 4.0     | 0.3     | 3.7    |

## Récompenses
- Bill Russell, NBA Most Valuable Player
- Red Auerbach, NBA Coach of the Year
- Bill Russell, All-NBA First Team
- Sam Jones, All-NBA Second Team